# نادي لوزيناك
نادي لوزيناك (بالفرنسية: US Luzenac)‏ نادي كرة قدم فرنسي يلعب في دوري الدرجة الوطنية . تم تأسيس النادي في سنة 1936 .